# Port de Vielha
Le port de Vielha (en castillan puerto de Viella, en catalan pòrt de Vielha), est un col des Pyrénées espagnoles, à 2 444 ou 2 445 m d'altitude, qui sépare les comarques du val d'Aran, au nord, et d'Alta Ribagorça, au sud, dans la province de Lérida.

## Toponymie
Le terme port est le mot régional pour désigner un col. Vielha peut signifier une agglomération ou un bourg.

## Histoire
Jusqu'en 1948, inauguration du premier tunnel de Vielha (le second tunnel ayant été inauguré en 2007), c'était le seul passage possible, avec le port de la Bonaigua, à l'est, pour communiquer avec le reste de l'Espagne, le val d'Aran étant géographiquement ouvert sur la France. Le passage, possible pour les piétons et les animaux de selle et de bât, était impraticable par les véhicules. L'hiver, il était bloqué par la neige.
Sur le versant méridional, à proximité de la bouche du premier tunnel, se trouve un hospice, l'hospital de Vielha, à 1 620 m d'altitude, propriété communale de Vielha, qui accueillait les voyageurs. Près de l'hospice se trouve une chapelle dédiée à saint Nicolas, que les voyageurs priaient avant d'affronter la périlleuse montée du port. De là on accède au port de Vielha, au port vieux de Vielha (ou port du Toro de Vielha) et au port de Rius qui permet, par la vallée du Valarties, de rejoindre Arties.